# Uzlovaia
Uzlovaia é uma cidade da Rússia, o centro administrativo de um raion do Oblast de Tula. A cidade é localizada à cruzamento das linhas ferroviárias Ojerelie-Ielets e Tula-Riajsk (por isso o nome da cidade significa literalmente "de entroncamento").